# Monte Fusilier
El monte Fusilier (en inglés: Fusilier Mountain) es una montaña que se eleva a 810 m s. n. m. en el lado norte del glaciar Heaney a unos 5 kilómetros al oeste del Monte Bolo, en la costa norte de Georgia del Sur, en el océano Atlántico Sur, cuya soberanía está en disputa entre el Reino Unido el cual las administra como «Territorio Británico de Ultramar de las islas Georgias del Sur y Sandwich del Sur», y la República Argentina que las integra al Departamento Islas del Atlántico Sur, dentro de la Provincia de Tierra del Fuego, Antártida e Islas del Atlántico Sur. El nombre "Dome Mountain" fue utilizado por la South Georgia Survey en 1951 y 1952. Fue nombrado por el Comité Antártico de Lugares Geográficos del Reino Unido en 1991 por el Regimiento Real de Fusileros, establecido en 1688, la unidad más antigua del ejército británico. Un destacamento de la unidad estaba en Grytviken en 1988.